# Phaeopappus
Phaeopappus là một chi thực vật có hoa trong họ Cúc (Asteraceae).

## Loài
Chi Phaeopappus gồm các loài: